# Bataljon N (Slovensko domobranstvo)
Bataljon N je bil bataljon, ki je deloval v sestavi Slovenskega domobranstva med drugo svetovno vojno.

## Zgodovina
Bataljon je bil ustanovljen maja 1944 in julija istega leta razpuščen.

## Poveljstvo
Poveljniki
- stotnik Franc Pavlovčič

## Sestava
- štab
- 72. četa
- 1. rekrutna četa